# Noah Korczowski
Noah Korczowski (8 de enero de 1994, Marl, Alemania) es un futbolista de nacionalidad alemana que milita las filas del Schalke 04 U-19 y la Selección alemanaSub-17. Tuvo participación en la Copa Mundial Sub-17 donde su equipo terminó tercero.

## Carrera

### Schalke 04
Noah fue fichado en el año 2006 proveniente del SG Langen Bochum. Jugó en los equipos U-15, U-16, U-17 y actualmente juega en el equipo U-19 de la 1. Bundesliga Alemana para categorías inferiores 

| Temporada | Equipo          | Partidos Jugados | Goles | Goles en contra |   |   |
| --------- | --------------- | ---------------- | ----- | --------------- | - | - |
| 2011/2012 | Schalke 04 U-19 | 10               | -     | -               | 1 | - |
| 2010/2011 | Schalke 04 U-19 | 1                | -     | -               | - | - |
| 2010/2011 | Schalke 04 U-17 | 19               | 1     | 1               | 1 | - |
| 2009/2010 | Schalke 04 U-17 | 21               | 1     | -               | - | - |

### Selección Teutona
| Temporada | Equipo                   | Partidos Jugados | Goles | Goles en contra |   |   |
| --------- | ------------------------ | ---------------- | ----- | --------------- | - | - |
| 2011      | Selección Alemana sub-17 | 4                | -     | -               | 1 | - |
| 2010/2011 | Selección Alemana sub-17 | 1                | -     | -               | - | - |
| 2009/2010 | Selección Alemana sub-16 | 6                | -     | -               | - | - |

### Participación en laCopa Mundial Sub-17
El Director Técnico de la Selección de Alemania sub-17 Steffen Freund llamó nuevamente al joven defensa Korczowski para jugar el Mundial a disputarse en México desde el 18 de junio hasta el 10 de julio.
| Torneo                        | Equipo            | Partidos jugados | Goles | Goles en contra |   |   |
| ----------------------------- | ----------------- | ---------------- | ----- | --------------- | - | - |
| Copa Mundial de Fútbol sub-17 | Selección Alemana | 4                | -     | -               | 1 | - |